# Parco nazionale dell'Harz
Il parco nazionale dell'Harz (in tedesco: Nationalpark Harz) è un parco nazionale situato tra Bassa Sassonia e Sassonia-Anhalt, in Germania.
Il parco comprende porzioni della parte occidentale del massiccio montuoso dell'Harz, esteso da Herzberg a Bad Lauterberg toccando a sud Bad Harzburg e a nord Ilsenburg. Il 95% della superficie è coperto da foreste, nella maggior parte composte da abete rosso, includendo paludi, ruscelli e rocce granitiche.

## Geografia
Il parco è stato creato dalla fusione, il 1º gennaio 2006, dell'ex Parco nazionale dell'Harz in Bassa Sassonia (15.800 ettari, istituito nel 1994) con l'ex Parco nazionale dell'Alto Harz in Sassonia-Anhalt (8.900 ettari, istituito nel 1990). Questa fusione ha permesso di unificare un'area che in precedenza era divisa dal confine tedesco. Oggi il parco nazionale, che comprende la vetta del Brocken e la Ferrovia del Brocken, è una popolare destinazione turistica che accoglie milioni di visitatori ogni anno.
L'area del parco nazionale si trova nella parte superiore occidentale della montagna. Si estende da Herzberg, all'estremità meridionale delle montagne, fino a Bad Harzburg e Ilsenburg sulle pendici settentrionali. Comprende parti dei distretti di Goslar, Gottinga e Harz. La sua altitudine varia da 230 a 1141,1 m (il punto più alto è il picco Brocken, al di sopra della linea degli alberi). Il paesaggio montano ospita le sorgenti di molti fiumi, come il Bode, l'Ilse e l'Oder.

## Flora e fauna
Il 96% dell'area è coperto da foreste, soprattutto di abete rosso e frassino di montagna (Sorbus aucuparia), mentre le foreste di latifoglie (soprattutto faggio) crescono fino a un'altitudine di 750 metri. A causa delle rigide condizioni climatiche, nel parco sono presenti ben sei diverse zone di vegetazione, con ecosistemi vicini al loro stato naturale primordiale, come le torbiere alte o i biotopi rocciosi. I problemi ecologici sono imposti dalle piogge acide, dalla proliferazione dei coleotteri della corteccia e, più recentemente, dai danni causati da tempeste come quella di Kyrill nel 2007.
Il parco ospita animali rari come le taccole, la cicogna nera, il falco pellegrino, il gatto delle foreste e soprattutto la lince settentrionale. Quest'ultimo è scomparso dai monti Harz all'inizio del XIX secolo e solo nel 1999 è potuto tornare in questa parte del suo territorio grazie a un progetto di reintroduzione. Dal 2002 molte linci sono nate allo stato brado.
Dal 1978, diversi tentativi di reintrodurre il gallo cedrone non hanno avuto successo. Le specie di ungulati importanti per la silvicoltura sono il capriolo e il cervo. Le specie invasive sono il procione e il cane procione.